# Manuel Grullón
Manuel Alejandro Grullón Viñas (Santiago, República Dominicana, 9 de mayo de 1953) es un empresario dominicano. Según la revista Forbes, es uno de los hombres más ricos de la República Dominicana, debido a que sus bienes relacionados con la banca alcanzan un valor estimado de 647 millones de dólares.
Grullón ocupa la presidencia del Consejo de Administración del Grupo Popular y es miembro del Consejo de Administración del Banco Popular Dominicano.

## Primeros años
Manuel Alejandro Grullón Viñas nació en Santiago de los Caballeros el 9 de mayo de 1953. Es hijo de Alejandro Enrique Grullón Espaillat y Ana Dinorah Viñas Messina. Es el segundo de una familia de 4 hermanos.
Vivió parte de su niñez en Nueva York, realizando sus estudios primarios en la escuela The Peddie School en 1965, ubicada en Hightstown, Nueva Jersey, mientras que la secundaria la cursó en el colegio Carol Morgan, ubicado en Santo Domingo, graduándose de bachiller en 1970. En 1971 inició sus estudios universitarios y en 1974 se graduó en psicología en Tulane University, ubicada en Nueva Orleans, Luisiana, Estados Unidos. En los años 1975-1976 cursó una maestría en Administración de Empresas en New York University.
Ha contraído matrimonio en dos ocasiones. Su primer matrimonio fue con Mayra González, con quien tuvo una hija, Ana Idalia Grullón González. Posteriormente, se casó con Rosa Hernández Caamaño en 1984, con quien ha tenido dos hijos: Manuel Grullón y Dinorah Margarita Grullón.

## Trayectoria
En 1981, tras su salida de Industrias Asociadas C. por A., Manuel Grullón pasó a ser el segundo vicepresidente gerente en entrenamiento especial del Banco Popular. Dos años después, en 1983, fue promovido a vicepresidente Gerente de División de la institución. Para 1985, asumió el cargo de vicepresidente del Banco Popular Dominicano, y de 1986 a 1990 ocupó la posición de vicepresidente ejecutivo. Desde 1990 hasta mayo de 2019, desempeñó el rol de presidente del Banco Popular.
En 1996, Grullón fue nombrado vicepresidente ejecutivo del Grupo Popular, la empresa propietaria del Banco Popular, y en 2001 asumió la presidencia ejecutiva del grupo. En el año 2000, el Poder Ejecutivo de la República Dominicana, mediante el decreto 532-00, lo designó como miembro Honorario Asesor para la promoción de la inversión extranjera y el diseño de estrategias relacionadas. Además, desde noviembre de ese mismo año, comenzó a formar parte del Comité Consultivo de Ventura Foundation y del Consejo Superior del Santo Domingo Music Festival.
En abril de 2019, Grullón fue nombrado presidente del Consejo de Administración de Grupo Popular y miembro del Consejo de Administración del Banco Popular Dominicano. En 2018, el entonces presidente Danilo Medina lo designó como presidente del Plan Sierra, una iniciativa medioambiental en la República Dominicana.